# Wilhelm Constantin Wittwer
Wilhelm Constantin Wittwer (* 21. Mai 1822 in Marktoberdorf; † 30. Januar 1908 in Regensburg) war ein deutscher Naturforscher.

## Leben
Nachdem Wittwer in Kempten die sechsklassige Lateinschule absolviert hatte, ergriff er zunächst die Apothekerlaufbahn, studierte dann aber an der Universität München vorzugsweise Physik und wurde 1849 zum Dr. phil. promoviert. Ab 1850 lehrte er als Privatdozent für Chemie an der Universität München. 1861 wurde er an das Lyzeum Regensburg berufen, wo er nach dem Tod von August Emanuel Fürnrohr die Professur für Naturgeschichte als dessen Nachfolger annahm.

## Schriften (Auswahl)
- Die physikalische Geographie faßlich dargestellt für Studirende und Freunde der Naturwissenschaften. Leipzig 1858.
- Alexander von Humboldt. Sein wissenschaftliches Leben und Wirken, den Freunden der Naturwissenschaften. Leipzig 1860.
- Die Moleculargesetze. Leipzig 1871.
- Grundzüge der Molecular-Physik und der mathematischen Chemie. Stuttgart 1893.